# Balkan Cup w biegach narciarskich 2009
Balkan Cup w biegach narciarskich 2009 to kolejna edycja tego cyklu zawodów. Rywalizacja rozpoczęła się 10 stycznia 2009 w serbskiej Sjenicy, a zakończyła 11 marca 2009 w tureckiej Bursie, w kompleksie Uludağ.

## Kalendarz i wyniki

### Kobiety
| Lp  | Data             | Miejscowość      | Dystans              | 1. miejsce             | 2. miejsce             | 3. miejsce             |
| --- | ---------------- | ---------------- | -------------------- | ---------------------- | ---------------------- | ---------------------- |
| 1.  | 10 stycznia 2009 | Sjenica          | 5 km s. dowolnym     | Kelime Çetinkaya       | Büşra Güneş            | Belma Šmrković         |
| 2.  | 11 stycznia 2009 | Sjenica          | 5 km stylem dowolnym | Kelime Çetinkaya       | Büşra Güneş            | Rojbin Oren            |
| 3.  | 17 stycznia 2009 | Borowec          | 5 km s. klasycznym   | Kelime Çetinkaya       | Ionela Gabriela Leanca | Mónika György          |
| 4.  | 18 stycznia 2009 | Borowec          | 10 km s. dowolnym    | Ionela Gabriela Leanca | Kelime Çetinkaya       | Mónika György          |
| 5.  | 24 stycznia 2009 | Wolos/Pilio      | 5 km s. dowolnym     | Odwołano               | Odwołano               | Odwołano               |
| 6.  | 25 stycznia 2009 | Wolos/Pilio      | 10 km s. dowolnym    | Odwołano               | Odwołano               | Odwołano               |
| 7.  | 14 lutego 2009   | Cheile Gradistei | 15 km s. dowolnym    | Odwołano               | Odwołano               | Odwołano               |
| 8.  | 15 lutego 2009   | Cheile Gradistei | 10 km s. klasycznym  | Odwołano               | Odwołano               | Odwołano               |
| 9.  | 3 marca 2009     | Mawrowo          | 5 km s. dowolnym     | Mónika György          | Kelime Çetinkaya       | Ionela Gabriela Leanca |
| 10. | 4 marca 2009     | Mawrowo          | 10 km s. dowolnym    | Kelime Çetinkaya       | Jaqueline Mourão       | Timea Sara             |
| 11. | 10 marca 2009    | Bursa/Uludağ     | 5 km s. klasycznym   | Kelime Çetinkaya       | Mónika György          | Ionela Gabriela Leanca |
| 12. | 11 marca 2009    | Bursa/Uludağ     | 5 km s. dowolnym     | Mónika György          | Antonija Grigorowa     | Kelime Çetinkaya       |

### Mężczyźni
| Lp  | Data             | Miejscowość      | Dystans               | 1. miejsce             | 2. miejsce             | 3. miejsce            |
| --- | ---------------- | ---------------- | --------------------- | ---------------------- | ---------------------- | --------------------- |
| 1.  | 10 stycznia 2009 | Sjenica          | 10 km s. dowolnym     | Fatih Yüksel           | Omer Yusufuoglu        | Aleksandar Milenković |
| 2.  | 11 stycznia 2009 | Sjenica          | 10 km stylem dowolnym | Fatih Yüksel           | Omer Yusufuoglu        | Aleksandar Milenković |
| 3.  | 17 stycznia 2009 | Borowec          | 10 km s. klasycznym   | Weselin Cinzow         | Paul Constantin Pepene | Petrică Hogiu         |
| 4.  | 18 stycznia 2009 | Borowec          | 15 km s. dowolnym     | Weselin Cinzow         | Paul Constantin Pepene | Petrică Hogiu         |
| 5.  | 24 stycznia 2009 | Wolos/Pilio      | 5 km s. dowolnym      | Odwołano               | Odwołano               | Odwołano              |
| 6.  | 25 stycznia 2009 | Wolos/Pilio      | 10 km s. dowolnym     | Odwołano               | Odwołano               | Odwołano              |
| 7.  | 14 lutego 2009   | Cheile Gradistei | 15 km s. dowolnym     | Odwołano               | Odwołano               | Odwołano              |
| 8.  | 15 lutego 2009   | Cheile Gradistei | 10 km s. klasycznym   | Odwołano               | Odwołano               | Odwołano              |
| 9.  | 3 marca 2009     | Mawrowo          | 5 km s. dowolnym      | Paul Constantin Pepene | Petrică Hogiu          | Mihai Acostachioaie   |
| 10. | 4 marca 2009     | Mawrowo          | 10 km s. dowolnym     | Paul Constantin Pepene | Petrică Hogiu          | Mihai Acostachioaie   |
| 11. | 10 marca 2009    | Bursa/Uludağ     | 10 km s. klasycznym   | Odwołano               | Odwołano               | Odwołano              |
| 12. | 11 marca 2009    | Bursa/Uludağ     | 10 km s. dowolnym     | Paul Constantin Pepene | Weselin Cinzow         | Petrică Hogiu         |

## Klasyfikacje
| Lp. | Zawodnik               | Punkty |
| --- | ---------------------- | ------ |
| 1.  | Kelime Çetinkaya       | 640    |
| 2.  | Mónika György          | 520    |
| 3.  | Ionela Gabriela Leanca | 367    |
| 4.  | Timea Sara             | 331    |
| 5.  | Büşra Güneş            | 230    |
| 6.  | Rojbin Oren            | 194    |
| 7.  | Antonija Grigorowa     | 188    |
| 8.  | Mirabela Surdu         | 153    |
| 9.  | Gizem Akgul            | 152    |
| 10. | Maria Boumpa           | 138    |

| Lp. | Zawodnik               | Punkty |
| --- | ---------------------- | ------ |
| 1.  | Paul Constantin Pepene | 460    |
| 2.  | Petrică Hogiu          | 340    |
| 3.  | Fatih Yüksel           | 336    |
| 4.  | Omer Yusufuoglu        | 309    |
| 5.  | Weselin Cinzow         | 280    |
| 6.  | Mihai Acostachioaie    | 246    |
| 7.  | Azat Poyraz Tas        | 181    |
| 8.  | Burhan Oğlağo          | 158    |
| 9.  | Süleyman Ateş          | 156    |
| 10. | Ertan Altın            | 143    |